# Tatiana Bonetti
Tatiana Bonetti (* 15. Dezember 1991 in Vigevano) ist eine italienische Fußballspielerin.

## Karriere

### Klub
Sie begann ihre Karriere ab 2007 bei AC Riozzese, wo sie bis 2009 aktiv war. Danach spielte sie bis 2014 bei UPC Tavagnacco und gewann hier zwei Mal die Coppa. Darauf wiederum war sie bis 2016 bei AGSM Verona und schaffte hier die Meisterschaft. Zur Saison 2016/17 schloss sie sich wiederum dann der Fiorentina an und war hier bis Januar 2021 aktiv. In dieser Zeit konnte sie nebst Pokal und Meisterschaft auch nochmal den Supercup mit ihrem Team gewinnen. Anschließend machte sie dann erstmals einen Wechsel ins Ausland und schloss sich bis zum Saisonende dem spanischen Erstligisten Atlético Madrid an. Dort kam sie in der Rückrunde zu neun Kurzeinsätzen und löste ihren Vertrag anschließend auf. Seit der Spielzeit 2021/22 steht ist sie nun zurück in ihrem Heimatland und spielte für Inter Mailand.

### Nationalmannschaft
Mit der italienischen U19 nahm sie an der Europameisterschaft im Jahr 2008, wo sie mit ihrem Team den Titel gewann. Auch bei der Europameisterschaft 2010 war sie dabei und schied hier aber nach der Gruppenphase bereits mit ihrem Team aus.
In der A-Nationalmannschaft hatte sie ihren ersten bekannten Einsatz bei einer 0:2-Freundschaftsspielniederlage gegen die Volksrepublik China am 6. Dezember 2015. Ein weiterer Einsatz von ihr ist dann noch bei einem Freundschaftsspiel gegen England am 7. April 2017 bekannt. Zur Vorbereitung auf die Europameisterschaft 2017, schaffte sie es dann zwar in den Kader für diese aber wurde dann nicht für das endgültige Turnier nominiert.
Nach einer Teilnahme mit der Mannschaft am Algarve-Cup 2020 war sie dann auch in der WM-Qualifikation für das Turnier im Jahr 2023 aktiv und erzielte am 8. April 2022 ein Tor bei einem 7:0-Sieg über Litauen. Bei der Europameisterschaft 2022 im folgenden Sommer war sie dann wieder im finalen Kader nicht dabei.

## Erfolge
- Team des Jahres der Serie A: 2020